# Underground Sixteen
LP Underground Sixteen es el decimoséptimo EP publicado por Linkin Park para su club de fanes, LP Underground. Fue lanzado el 21 de noviembre de 2016 para coincidir con el lanzamiento de la más reciente iteración del LP Underground, LPU 16. El álbum marcó el regreso al formato de CD de 10 pistas, que contiene demos que van desde sesiones del 2007 de Minutes to Midnight, a las sesiones del séptimo álbum en 2015. Esta fue la primera vez desde LP Underground 6.0 que las canciones de sesiones actuales de un álbum fueron puestos en libertad en un CD de LPU. Sólo la primera ola de pedidos incluye una copia física del CD. Después de que esto, el LPU 16 sólo estaba disponible como descarga digital.

## Lista de canciones
El álbum contiene un demo de 2014 y tres de 2015, ninguno de los cuales tiene voz a pesar de afirmó, que la banda trabajaría en la voz por primera vez en su nuevo disco. Esto es posiblemente debido a que los demos se produjeron antes de que la banda entrara al estudio a finales de 2015.
Mike Shinoda quería incluir demostraciones de las primeras canciones en el CD para dar a los fanes una idea de cómo ciertas ideas llegegaron a ser. Demos de canciones publicadas anteriormente que se encuentran en el CD son " The Catalyst ", " Bleed It Out ", " Lies Greed Misery ". Durante un chat de Facebook, donde la banda reveló el paquete LPU 16 a los aficionados, Mike se refirió a la demostración "Bleed It Out" como "# 84 (BIO Demo, 2007)". A pesar de que "Lies Greed Misery" fue lanzado originalmente en Living Things , sus fechas de demo de A Thousand Suns.
Los otros tres demos del álbum, "Symphonies Of Light Reprise", "Consecuence A" y "Consecuence B", datan de sesiones del álbum A Thousand Suns.
Todas las pistas se mandaron a masterizar el 28 de octubre 2016 a Bernie Grundman Mastering.
| No. | Título                                  | Escritor(es) | Duración |
| --- | --------------------------------------- | ------------ | -------- |
| 1   | The Catalyst (2010 Demo)                | Linkin Park  | 5:43     |
| 2   | Can't Hurt Me (2014 Demo)               | Linkin Park  | 3:56     |
| 3   | Dark Crystal (2015 Demo)                | Linkin Park  | 3:43     |
| 4   | Air Force One (2015 Demo)               | Linkin Park  | 1:19     |
| 5   | Bleed It Out (2007 Demo)                | Linkin Park  | 2:47     |
| 6   | Consequence A (2010 Demo)               | Linkin Park  | 0:53     |
| 7   | Consequence B (2010 Demo)               | Linkin Park  | 1:28     |
| 8   | Lies Greed Misery (2010 Demo)           | Linkin Park  | 1:13     |
| 9   | Burberry (2015 Demo)                    | Linkin Park  | 1:01     |
| 10  | Symphonies Of Light Reprise (2010 Demo) | Ejemplo      | 1:16     |